# Franz Josef von Österreich-Toskana

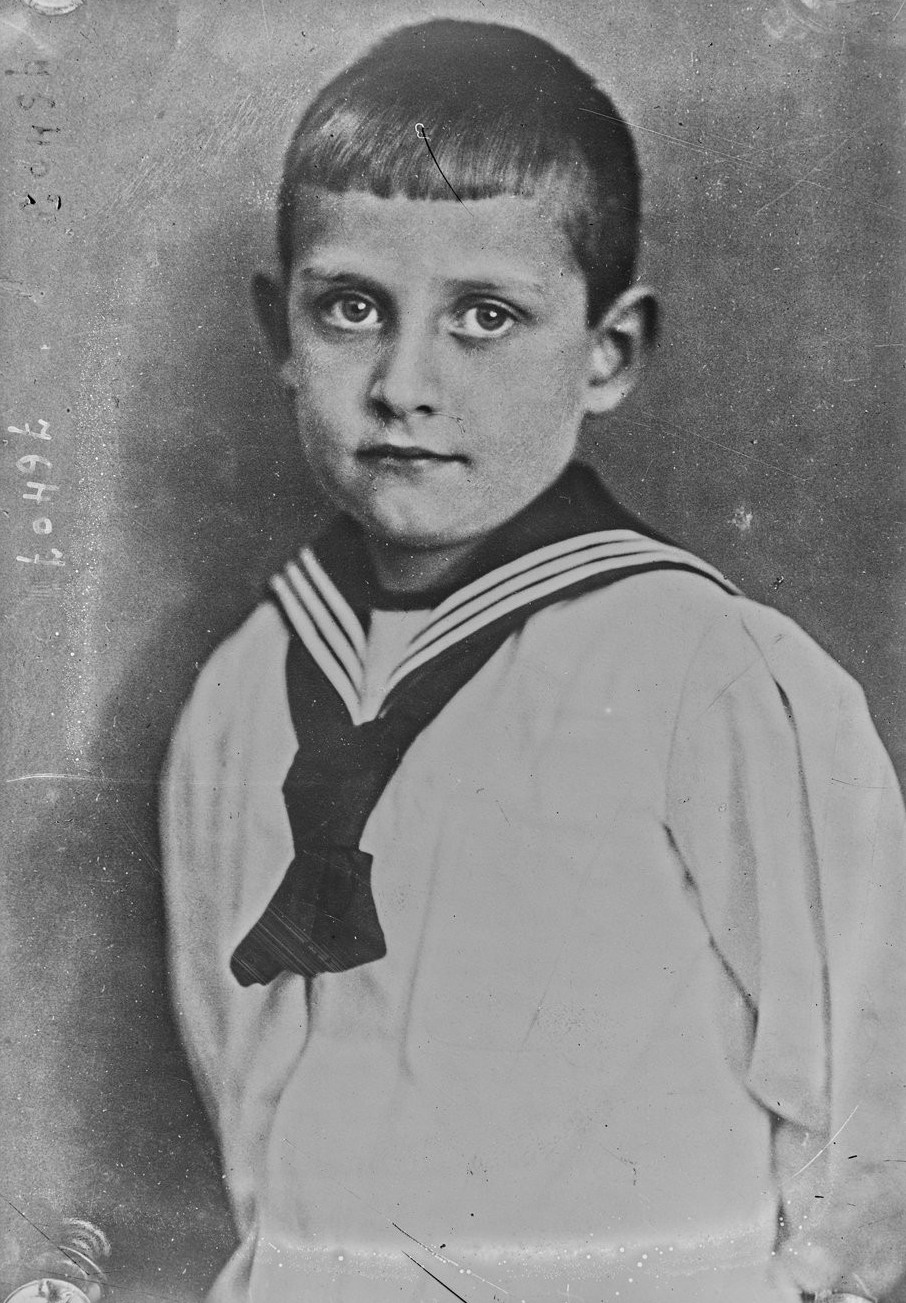
Franz Josef von Österreich-Toskana

Franz Josef von Österreich-Toscana (* 4. Februar 1905 in Wien, Österreich; † 9. Mai 1975 in Hernstein) aus dem Hause Habsburg-Lothringen (Linie Habsburg-Lothringen-Toskana) war Erzherzog von Österreich.

## Leben
Franz Josef Karl Leopold Blanka Adelgunde Ignatius Rafael Michael Vero von Österreich-Toscana war der vierte Sohn des Erzherzogs Leopold Salvator (1863–1931) (und damit Abkömmling von Kaiser Leopold II.) und von Blanka von Bourbon (1868–1949), Tochter von Carlos María de los Dolores de Borbón (1848–1909), der als Carlos (VII.) Prätendent auf den spanischen Thron gewesen war.
Erzherzog Franz Josef Karl, geboren am 4. Februar 1905 in Wien, war als Don Francisco Jose Carlos de Habsburgo-Lorena Y Borbon bereits 1926 in Spanien naturalisiert worden. Als Berufspilot hatte er im Zweiten Weltkrieg bei der Royal Air Force gedient und war seit Juli 1937 nicht hausgesetzmäßig mit Marta Aloisia, der Tochter des ehemaligen k.u.k. Obersten Andreas Baumer und der Anna di Locatelli, in London verheiratet. Nach Kriegsende lebte das Paar teilweise in Madrid (Spanien) und Berndorf (Niederösterreich).
Nach Annullierung dieser Ehe heiratete er ein zweites Mal, abermals nicht den Hausgesetzen entsprechend, am 21. Jänner 1962 in Zürich Maria Seumig; dieser Verbindung entsprang eine Tochter. Franz Joseph Karl stiftete, wahrscheinlich 1955, den Orden der Lilie von Navarra, um karlistische Mitkämpfer entsprechend auszeichnen zu können. Hierbei berief er sich auf den – eigentlich nicht belegten, sondern legendär auf 1038 datierten – Ritterorden der Heiligen Maria von der Lilie, der angeblich von Gracias VI. König von Navarra gegründet sein soll.
Am 9. Mai 1975 verstarb Franz Josef in Hernstein und wurde in der Kathedrale von Triest beigesetzt.